# 潮岬村
潮岬村（しおのみさきむら）は、和歌山県西牟婁郡にあった村。現在の東牟婁郡串本町潮岬・出雲にあたる。

## 地理
- 海洋：熊野灘
- 岬：潮岬、アンドノ鼻、住崎、御崎、クレ崎、コマキノ鼻、マキ崎、出雲崎
- 島嶼：横島、大倉島、シュリ島、赤島、二子島

## 歴史
- 1889年（明治22年）4月1日 - 町村制の施行により、上野浦・出雲浦の区域をもって発足。
- 1955年（昭和30年）7月2日 - 串本町・田並村・有田村・和深村と合併し、改めて串本町が発足。同日潮岬村廃止。